# Moldavi in Italia
I moldavi in Italia sono una comunità migrante di recente formazione e di notevole dimensione, l'ottava in Italia.
Al 1º gennaio 2019 si contavano 128.979 cittadini moldavi legalmente residenti in Italia, in crescita rispetto ai 55 803 del 2006. Di questi, due terzi sono donne. I moldavi in Italia sono concentrati soprattutto in Veneto (37 247), Emilia-Romagna (30 731) e Lombardia (22 972). Le tre città di maggior presenza della comunità moldava in Italia sono Roma (8 636), Parma (4 967) e Venezia (4 836).
I moldavi in Italia sono occupati soprattutto nell'edilizia e nei servizi di cura alla persona, così come romeni e ucraini.
Dal 2014 i cittadini moldavi non hanno più bisogno di visto Schengen per recarsi per brevi periodi in Italia, il che ha favorito le caratteristiche circolari della migrazione. Resta la necessità di visto per residenza permanente per lavoro.